# Вилхелм Генацино
Вилхелм Генацино (на немски: Wilhelm Genazino) е германски писател, автор на романи, разкази, драми и есета.

## Биография и творчество
Вилхелм Генацино е роден през военната 1943 г. в Манхайм, провинция Баден-Вюртемберг. Завършва гимназия и известно време сътрудничи на „Рейн-Некар Цайтунг“. После следва германистика, философия и социология във Франкфуртския университет.
След като завършва, става журналист. До 1971 г. е редактор във франкфуртското сатирично списание „Пардон“, а от 1980 до 1986 г. е съиздател на списание „Лезецайхен“. От началото на 1970-те години се издържа като писател на свободна практика.
От 1970 до 1998 г. Генацино живее във Франкфурт на Майн. През 1997/98 г. е гост-доцент по литература в университета на Падерборн. От 1998 г. живее в Хайделберг, а през 2004 г. се завръща във Франкфурт.
През 2004 г. получава най-престижната немска литературна награда „Георг Бюхнер“ на Немската академия за език и литература в Дармщат, чийто член е от 1990 г.
През зимния семестър на 2005/06 г. Генацино произнася във Франкфуртския университет своята Франкфуртска лекция по поетика под заглавие „Съживяване на мъртвия ъгъл“. През летния семестър на 2009 г. става професор по поетика в университета на Бамберг.
През 2011 г. е избран за член на Академията на изкуствата в Берлин. През същата година романът му „Ако бяхме животни“ („Wenn wir Tiere wären“) е номиниран за „Немската награда за книга“.
Наред с романи и есета Генацино създава и множество радиопиеси. Творбите му са преведени на редица езици, между които английски, френски, гръцки, италиански, литовски, нидерландски, руски, словенски, испански, чешки и унгарски.
Писателят живее във Франкфурт на Майн до смъртта си на 12 декември 2018 г.

### Романи
- Laslinstrasse, 1965
- Abschaffel-Trilogie:
  - Abschaffel, 1977
  - Die Vernichtung der Sorgen, 1978
  - Falsche Jahre, 1979
    - Sonderausgabe in einem Band, 2011
- Die Ausschweifung, 1981
- Fremde Kämpfe, 1984
- Der Fleck, die Jacke, die Zimmer, der Schmerz, 1989
- Die Liebe zur Einfalt, 1990
- Leise singende Frauen, 1992
- Die Obdachlosigkeit der Fische, 1994
- Das Licht brennt ein Loch in den Tag, 1996
- Die Kassiererinnen, 1998
- Ein Regenschirm für diesen Tag, 2001
- Eine Frau, eine Wohnung, ein Roman, 2003
- Die Liebesblödigkeit, 2005
- Mittelmäßiges Heimweh, 2007
- Das Glück in glücksfernen Zeiten, 2009
- Wenn wir Tiere wären, 2011
- Bei Regen im Saal, 2014
- Außer uns spricht niemand über uns, 2016
- Kein Geld, keine Uhr, keine Mütze, 2018

### Други публикации
- Vom Ufer aus, 1990
- Aus der Ferne. Texte und Postkarten, 1993
- Das Bild des Autors ist der Roman des Lesers, 1994
- Mitteilungen an die Freunde (Zum Preis der LiteraTour Nord), 1996
- Achtung Baustelle, Essay-Sammlung, 1998
- Über das Komische: der außengeleitete Humor (Paderborner Universitätsreden), 1998
- Der gedehnte Blick, Essay-Sammlung, 1999
- Fühlen Sie sich alarmiert, Abiturreden, 1999
- Auf der Kippe, Texte zu Postkarten und Fotos, 2000
- Karnickel und Fliederbüsche, violett, 2001
- Aus dem Tagebuch der Vergangenheit, In: Text und Kritik 162, 2004
- Lieber Gott mach mich blind, Theaterstücke, 2003, 2006, 2007
- Die Belebung der toten Winkel. Poetikvorlesungen, 2006
- Idyllen in der Halbnatur, Essays und Reden, 2012
- Tarzan am Main. Spaziergänge in der Mitte Deutschlands, 2013

## Награди и отличия
- 1986: Westermanns Literaturpreis
- 1990: „Бременска литературна награда“ für Der Fleck, die Jacke, die Zimmer, der Schmerz
- 1995: „Литературна награда на Золотурн“
- 1995: „Награда на ЛитераТур Норд“
- 1996: „Берлинска литературна награда“
- 1996–1997: Stadtschreiber von Bergen
- 1998: „Голяма литературна награда на Баварската академия за изящни изкуства“ für Das Licht brennt ein Loch in den Tag
- 2001: „Кранихщайнска литературна награда“ für sein Gesamtwerk
- 2003: „Награда Фонтане“ на град Берлин
- 2003: Kunstpreis Berlin
- 2004: „Награда Ханс Фалада“
- 2004: Autorenpreis der deutschsprachigen Theaterverlage beim Heidelberger Stückemarkt für Lieber Gott mach mich blind
- 2004: „Награда Георг Бюхнер“
- 2006: Stiftungsgastdozentur Poetik an der Universität Frankfurt am Main
- 2007: „Награда Корине“ für Mittelmäßiges Heimweh
- 2007: „Награда Клайст“
- 2010: Rinke-Sprachpreis der Guntram und Irene Rinke Stiftung für Das Glück in glücksfernen Zeiten
- 2013: „Каселска литературна награда“[1]
- 2014: Heidelberger Poetikdozentur[2]
- 2014: Samuel-Bogumil-Linde-Preis (mit Janusz Rudnicki)
- 2014: Goetheplakette der Stadt Frankfurt am Main